# Miguel Betancourt
Miguel Betancourt (Quito, Ecuador, 5 de enero de 1958) es un pintor ecuatoriano.
Betancourt nació en Cumbayá, una parroquia rural de Quito, en una familia vinculada a la agricultura, lo cual le incentivó a cultivar un interés por las plantas y la naturaleza como elementos recurrentes en su obra. Fue el quinto de ocho hijos y comenzó a dibujar desde temprana edad.  

A los 16 años, se involucró en actividades artísticas bajo la tutoría del pintor ecuatoriano Oswaldo Moreno, quien influyó en su formación.

El gallo y el ají. 2004. Óleo sobre yute.

En 1976, Betancourt recibió una beca del American Field Service que le permitió estudiar en el Centro de Arte de Milwaukee, Estados Unidos, lo que le motivó a formalizar sus estudios artísticos.Al regresar a Ecuador, estudió Pedagogía y letras en la Universidad Católica del Ecuador, antes de cursar estudios de postgrado en la Slade School of Fine Art en Londres entre 1988 y 1989.
Estas experiencias internacionales influyeron en su acercamiento a movimientos como el cubismo analítico, el surrealismo y la neofiguración,y le permitieron entablar relaciones con artistas como John Hoyland, quien contribuyó a su enfoque del expresionismo abstracto.
El arte pictórico de Betancourt se caracteriza por una representación figurativa que se articula bajo el principio estético de lo orgánico y lo vegetal expresado a través del concepto compositivo de lo fitomórfico.
Los elementos naturales, como troncos, raíces y hojas, ocupan un lugar central en la obra de Miguel Betancourt. Estas formas se dibujan o acumulan en composiciones llenas de color, proyectadas sobre fondos que forman estructuras paralelas o zonas equilibradas.Desde sus inicios, los referentes de la naturaleza han sido esenciales en su identidad pictórica, casi como si formaran parte de lo que podría describirse como una «memoria vegetal».
Se pueden identificar diversas temáticas recurrentes en su obra, tales como lo sacro, lo urbano, lo colonial, lo caligráfico, lo ancestral; y una constante exploración de elementos arbustivos, vegetales, arborescentes y florales. Estas temáticas se recogen en la exposición antológica «Según la dirección del viento» de 2023.
En cuanto al uso del color, Betancourt fundamenta su paleta en los espectros cromáticos presentes en la naturaleza y en los textiles ancestrales de origen precolombino. Su selección se orienta hacia el uso de tonos directos de los cuales surgen gamas de correspondencia armónica, ya sea por asimilación o contraste. Para Betancourt, el color no solo es un recurso técnico, sino también un medio cargado de simbolismo relacionado con las temáticas que aborda.

### Lo sacro

De la Tierra al Cielo. 2023. Iglesia de estilo gótico. Acuarela.

El concepto de lo sacro en la obra de Miguel Betancourt se expresa a través de la representación de ciertos espacios de culto, como iglesias y templos, y sus detalles arquitectónicos, principalmente aquellos de estilo gótico o colonial.Estos escenarios, a menudo asociados con ritualidades figurativas, se vinculan con el formato compositivo del vitral bajo el principio del color traslúcido. Este enfoque exige una atención especial a la luz y la transparencia, lo que lleva a Betancourt a emplear diversas técnicas y materiales apropiados que permiten representar la luminosidad de estos espacios.Su interés por los vitrales góticos y la luz transfigurada ha sido un elemento central en su obra, siendo la acuarela una técnica particularmente adecuada para plasmar estos efectos.

### Lo urbano

La llegada del invierno (2020). Óleo sobre lienzo. 100x120 cm.

La referencia a lo urbano en la obra de Miguel Betancourt no se limita a la representación descriptiva del paisaje citadino, sino que también se presenta como un testimonio de su paso, particularmente en el casco colonial de Quito. En sus obras, los barrios se representan tanto en la verticalidad de los edificios como en la horizontalidad de la ciudad. Betancourt crea formas que funcionan como metagoges pictográficas, por las cuales parecería que las puertas hablaran, que las paredes escucharan o que las calles se deslizaran como transitándose a sí mismas. Para el artista, lo urbano se convierte en una metáfora de lo humano.
Su aproximación a la arquitectura vernácula refleja, con frecuencia, una melancolía asociada al carácter de los pueblos andinos. Las casas de adobe y la ciudad colonial con sus iglesias aparecen representadas de manera recurrente en su obra.

#### Mnemografías(serie de arte, 2019)
El término mnemografíashace referencia a un tipo de «escritura pictórica» basada en el recuerdo y la memoria. En esta serie, Betancourt crea un tipo de registro arquitectónico que remite a los recuerdos espaciotemporales vinculados con su experiencia de haber vivido y recorrido el casco colonial de Quito. La memoria (lo mnemónico) y la representación pictórica (lo gráfico), con valor de escritura, se fusionan en una impronta estética que refleja la inmediatez de la expresión. Aquí el dibujo remite al gesto humanizado de cada trazo marcado en la materia. En esta serie, el concepto del color local de variada saturación es principal en la interpretación de los escenarios urbanos presentados en cada obra.

La plaza (2020). Acuarela sobre papel de arroz. 76x142 cm.

### Lo caligráfico
En la obra de Betancourt, lo caligráfico es importante como principio de figuración y composición. En este sentido, el modelo de lo oriental es fundamental para el artista, quien además recurre a una variedad de papeles elaborados con fibras naturales, como las de arroz o bambú. Asimismo, utiliza materiales crudos, como el yute, para conferir un carácter informe a sus composiciones. Según el propio Betancourt: «Los trazos gruesos y libres privilegian la piel del material al ojo del observador».

### Lo ancestral
El concepto de lo ancestral es una fuente importante de inspiración en la obra de Miguel Betancourt, donde las figuraciones de las culturas antiguas de Ecuador, como las de Valdivia, Bahía de Caráquez, Guangala, entre otras, ocupan un lugar central. Incluso, algunas culturas precolombinas del Perú, como Paracas o Nazca, aparecen representadas en su obra. 

Cangahua (2011). Técnica mixta sobre lienzo y cáñamo. 120x120 cm.

Betancourt no solo describe entornos precolombinos, sino que los integra en obras que proponen múltiples narrativas y diversos esquemas de composición. En muchas de esas obras, el artista introduce órdenes arquitectónicos sincréticos, como los arcos de medio punto, propios de los órdenes góticos occidentales, que se erigen como espacios íntimos de reproducción religiosa. Este sincretismo se formula como un estado de convivencia y evolución ancestral.

#### Cosmogonías de un pintor(serie de arte, 2023)
Lo ancestral de origen indoamericano, especialmente los contextos andinos y equinocciales precolombinos, ha sido una fuente relevante de inspiración en la obra de Miguel Betancourt. Ejemplo de esto fue la exposición temática Cosmogonías de un pintor (2022), en la que se presentó una selección de obras que exploran este vínculo con lo prehispánico. La muestra incluía obras producidas durante más de dos décadas, así como creaciones más recientes que reflejaban la evolución del estilo del artista.

Las obras de esta serie combinan elementos figurativos basados en diversas cosmovisiones ancestrales y relatos mitológicos antiguos que se tornan identificables por la naturaleza sígnica de los modelos retratados.

### Lo simbólico
El símbolo es un elemento recurrente en la obra de Miguel Betancourt. A través de temas tanto locales como universales, el artista emplea figuras que evocan lo místico y lo metafísico. Son características de su simbolismo las figuras de rostros recortados, figuras aladas, o seres con tipologías propias de un bestiario medieval. Estas representaciones se vinculan con lo precolombino, lo europeo y lo religioso. Seres que coexisten en esos espaciotiempos.
 

La figura de la Virgen de Legarda, patrona de Quito,  aparece de forma reiterada en sus obras, inspirada en la estatua ubicada sobre la loma del Panecillo. Además, Betancourt ha reinterpretado obras emblemáticas del arte mundial a su propio estilo. Entre estas, sobresale la serie Ninfas, meninas y la mirada del pintor, en la cual el artista toma como base Las Meninas de Diego Velázquez, y realiza una serie de variaciones compositivas tanto en papeles como en lienzos. Entre las técnicas empleadas en la serie se incluyen el collage, el action painting, la caligrafía, el arte figurativo y el uso de acuarelas. Asimismo, Betancourt emplea una variedad de materiales como cáñamo, óleo sobre lienzo y varios tipos de papeles orientales.
En un plano escultórico, el artista participó en el proyecto Las Meninas salen a las calles (Madrid, 2023), donde intervino una escultura monumental de la Infanta Margarita,llevando su reinterpretación de Velázquez a un formato público y monumental.